# Volost'
Il termine volost' (in russo во́лость?,  derivato dall’antico slavo orientale e a questo dal proto-slavo *volstь; letteralmente: dominio, podere, possedimento) indica una delle suddivisioni territoriali dell'Antica Rus'. In tempi più recenti, durante l'Impero russo e, fino al 1929, la Russia sovietica indicava una suddivisione dello uezd, formata da alcuni villaggi e dalle terre circostanti. Nella Federazione Russa indica suddivisioni di livello inferiore in alcuni soggetti federali.